# 慰安婦問題 (アングレーム国際漫画祭)
本項では2014年1月30日-2月2日の第41回アングレーム国際漫画祭において取り上げられた慰安婦問題について解説する。

## 概要

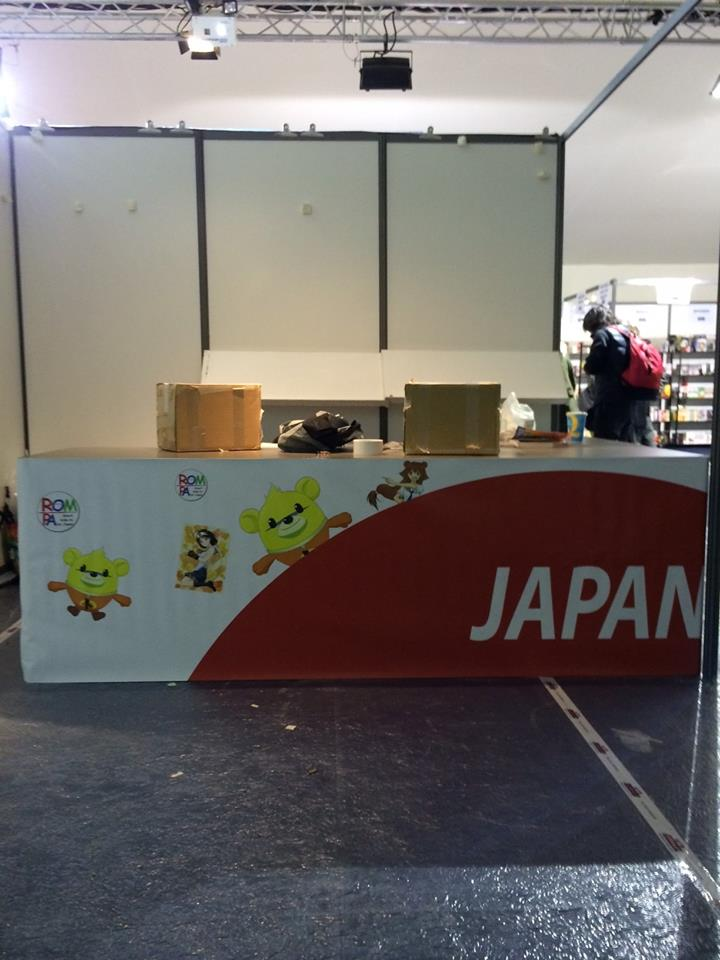
主催者に撤去された論破プロジェクトのブース。トクマのマスコット「トックマ」が描かれている

2013年8月13日、韓国政府女性家族部は11月に旧日本軍の従軍慰安婦問題解決のため教育・広報用の漫画を制作し、2014年1月 - 2月にフランスで開催されるアングレーム国際漫画祭にも出品すると表明した。本人達の証言を基に元慰安婦の幼少期から動員の過程、慰安婦としての生活、帰国後の生活、老後などの生涯や、慰安婦問題関連を漫画にし、またそれとは別に韓国の漫画家が参加する短編漫画も制作し、国内の学校や外国語に訳して国際社会にも配布し紹介するという。同部の趙允旋長官は同日、ソウルの同部庁舎でアングレーム市長や同国際漫画祭組織委ディレクター(事務局のアジア担当者ニコラ・フィネ)と面会して協力を要請した。趙長官は「旧日本軍の慰安婦問題は性暴力犯罪にとどまらず、人権を侵害する犯罪行為であり、国際社会にきちんと伝えこうした蛮行が繰り返されないようにすべきだ」と述べている。
同年12月、アングレーム漫画祭事務局が韓国政府や作家団体が従軍慰安婦問題をテーマに展示を行うことを発表した。在フランス日本国大使館は事務局に、「一国の主張をそのまま伝えることは、『漫画を通じた国際理解』という同祭の趣旨に沿っていない」との見解を伝えた。一方、事務局のアジア担当者ニコラ・フィネは、「（慰安婦問題で）日韓の対立があることは認識しているが、問題が難しいからといって断る理由にはならない」と述べている。この件を報じた読売新聞は、「韓国側には、欧州各国の日本漫画ファンが集まる行事を使い、歴史問題で日本批判を強める狙いがあるとみられる。」と論評した。またフランク・ボンドゥ（Franck Bondoux）組織委員長は、「日本から韓国の慰安婦企画展を撤去せよという圧力があったが、慰安婦の漫画は平和のためのものなので、私たちは韓国と同じ声を上げることにした」「慰安婦企画展は隠されてきた歴史を知らせるもの」として、在仏日本大使館の要請を退けた。

## 韓国漫画企画展‐枯れない花
2014年1月30日より行われた第41回アングレーム国際漫画祭では、第一次世界大戦100周年として「漫画、世界への見方」というテーマの企画展が行われた。このテーマは大人を対象に、戦争や政治風刺、女性への暴力と男女の不平等など、社会問題として重要なテーマを訴える趣旨とされている。
2013年11月25日、韓国漫画映像振興院は「旧日本軍の慰安婦被害者韓国漫画企画展‐枯れない花」を開催することを表明。この企画展は、韓国女性家族部が過去・現在・未来をテーマに主催し、同院主管で行われる。韓国漫画家協会、韓国カートゥーン協会など関連団体が後援する。韓国人漫画家李賢世、朴在東らが漫画約60点を展示し、関連映像4作も上映する企画であり、韓国漫画映像振興院は「慰安婦問題を広く知らせ、再び起こることがないよう世界で最も大きい漫画祭で企画展を開催することにした」と説明している。
漫画祭では、韓国の展示会場は市役所近くに設けられ、展示スペースの大半を使って従軍慰安婦をテーマにした漫画が展示された。漫画祭の初日には、フランク・ボンドゥ組織委員長、アングレーム市長が参加し、韓国女性家族部の趙允旋長官が「ホロコーストは多くの人が知っているが、従軍慰安婦は世界にあまり知られていない。漫画という媒体を通じ、この問題が広く伝わるよう望む」と話し、漫画祭主催者も「アーティストに表現の場を与えたもので、政治的性格は持たない」と主張する一方、「従軍慰安婦に関する議論が深まるのは良いことではないか」と歓迎した。
韓国漫画映像振興院によると、企画展の会場には4日間で17,000人を超える来場者が訪れた。展示作品には、旧日本軍の兵士が少女を拉致し慰安所に連行したり乱暴したりする内容が多くみられ、見学者のなかには、これらの表現を信じきっていた人もみられたという。一方で、「漫画祭を政治に利用しないでほしい」「漫画は楽しむもので議論するためのものではない」と批判の声も聞かれた。ブース入り口の説明には、日本が慰安婦問題を認めていないかのような記述もあったという。
フランスの日刊紙リベラシオンの記事「芸術かプロパガンダか? (De l'art ou de la propagande ?)」によれば、漫画祭組織委員長のフランク・ボンドゥは、韓国のブースの入口に掲示されたポスターの「私が証拠です (j’en suis la preuve)」との表記を問題視し、この部分に白い紙を貼って隠す処置をとった。当該表記は1行目の「枯れない花 (Fleurs qui ne se fanent pas)」という企画展名の次の2行目に書かれていたものであり、組織委員長は「予告されていなかったタイトルが追加されたものだ。(C’est un ajout de titre dont nous n’avions jamais été prévenus.)」と釈明し、「証言が証拠と言うのは論外だ。漫画祭が両者のうちのどちらかによって道具にされるのは問題外だ。(Il n’est pas question de prétendre que ces témoignages seraient des preuves, et il est hors de question que le festival soit instrumentalisé par un parti ou un autre.)」と語った。

## 展示の知らせを受けた日本の動き
2月13日、自由民主党の党外交部会・国際協力調査会・外交・経済連携本部合同会議は、漫画祭に従軍慰安婦を描いた展示を行うことについて懸念を示しており、鈴木庸一・駐フランス大使は漫画祭の開催前にパリの在フランス日本国大使館でフランスメディアに対して行われた会見において、「漫画祭は文化イベントで、特定の政治メッセージを伝えることは好ましくない」と発言し、慰安婦問題における日本側の立場を改めて説明した。さらに、会場において日本の立場を説明するチラシを配布する方針だとした。
韓国政府によりこのような展示が行われることは、読売新聞でも報じられ、冷え切る日韓でジャパン・ディスカウントとされた。また、中道左派のオピニオン誌ノーベル・オブザバチュアは、「日本を激怒させる展示会」と題した記事を掲載し、日本の女性でつくる非営利団体が、現地メディアである日刊紙『シャラント・リブル』に、日本人1万2000人分の署名と展示に反対する嘆願書を送付したことや、ある日本人女性実業家より「慰安婦の存在は否定しないが、旧日本軍に強制連行されたことはなく、（韓国側の漫画は）虚偽の物語にすぎない。韓国政府は、漫画祭を政治的に利用した」とする書簡が同紙に送られてきたことを報じた。
ハフィントン・ポスト日本版サイトにブログ記事を掲載した日本人実業家は、この一連の展示について「暴挙」と表現し、「直接的には日本のイメージダウンを狙ったものであろう。しかしながら、日本を弱らせた後に、従軍慰安婦を切掛けに次から次へと対日賠償要求に動く事はこれまでの経緯から明らかであろう。」とした。

## 論破プロジェクトの「慰安婦の真実」ブースの展示中止
実業家の藤井実彦が「論破プロジェクト」を発足させ、その趣旨に賛同した幸福実現党、「慰安婦の真実」国民運動などの団体が後援団体となった。
「慰安婦についての間違った歴史観を払拭」するための、つまり韓国側の主張を誤りとする立場から、指定の文献に基き描いた漫画作品を賞金付きでプロジェクト支持者から募り、選出された作品、および同プロジェクト主導で書き下ろし、幸福実現党がフランス語への翻訳支援を担当した作品「The J Facts」のブース展示の準備を進めていた。論破プロジェクトは、NextDoor Publishers（ネクストドアー出版）という出版社からの出展として、アングレーム中心部にある「アジア館」に小さなブースを構える予定であった。
しかし論破プロジェクトのブースは、「政治的な宣伝だ。漫画を展示させるわけにはいかない」として開催前日に漫画祭のアジア担当実行委員であるニコラ・フィネ（彼は2013年8月に訪韓、13日に女性家族部の趙允旋長官に面会、慰安婦漫画の出品への協力要請を事前に受けていた人物）と論破プロジェクト関係者の間で論争となり、展示を拒否された。ブース前で行っていた記者会見（主催者側によると、政治活動が禁止された私有地で無許可で行ったとしている）は中止を求められ、展示ブースからは、ふたつの日本国旗の間に「慰安婦の真実 -どうやって作り話が事実になったか-」とフランス語と英語の二カ国語で併記された横断幕や、展示作品、慰安婦についての漫画書籍「The J Facts」のフランス語訳版が撤去された。撤去された展示作品には、韓国政府の行動をハーケンクロイツとともにナチス・ドイツの宣伝相であるヨーゼフ・ゲッベルスの発言になぞらえる表現も含まれており、現地メディア『シャラント・リブル』はそれが主催者が展示を拒否した原因のひとつであると報じた。
論破プロジェクトのメンバーに同行して渡仏していた藤木俊一は、記者会見を拒否した直後のニコラ・フィネの様子を撮影し、「日本のブースを破壊した張本人」「日本人を排除するパフォーマンスをすれば自分の親韓度をさらにアピールできる」「韓国メディアの前で日本人を排除しようと試みた」「当然携帯はサムスンです」など、韓国での好感度を上げるための行為だとして彼を非難するテロップを付加し、動画共有サイトのYouTubeで公開した。その動画は現地メディア『シャラント・リブル』に発見され、「日本の活動家に悩まされる主催者」として展示ブース撤去を伝える記事上に転載された。

## 展示中止のその後
ブース展示の中止の一報を受けて、外務大臣の岸田文雄は2014年1月31日午前の記者会見で不快感を表明した。内閣官房長官菅義偉は漫画祭で企画展を主導し、慰安婦問題に関する独自の主張を宣伝しているとして、韓国政府を批判した。2月3日の記者会見では、「文化交流や友好促進など（開催）趣旨にそぐわない状況が生じ、極めて残念だ」と重ねて不快感を表明した。
「論破プロジェクト実行委員会」のメンバーらは2月2日、「私たちも慰安婦の存在は認めており、極右団体とは違う。韓国政府の政治プロパガンダがここまで進んでいるとは思わなかった。反論の機会は設けなければならない」などとする声明文を発表した。論破プロジェクトの一員として現地入りしていたアメリカ人トニー・マラーノも、夕刊フジの取材に応じフランス（主催）側の対応を批判した。さらに、論破プロジェクトの活動を支持する日本の Facebook ユーザーらによって、在日フランス大使館の公式 Facebook ページに 1000 近い数の抗議や苦情、非難のコメントが書き込まれ、炎上状態となった。
なお、一連の展示をめぐっては韓国側も、開催前日に地元記者らを対象にパリで予定されていた説明会が、「漫画以外のことで紛争を起こす必要はない」「両国の問題を議論するための展示会ではない。誤解がなければ良いだろう」と判断した主催者側の要請により急遽中止されていた。
また、直接現地と連絡を取ったいしかわじゅんによれば、現地では何の騒ぎも起きておらず、主催から正式に招待されて現地にいた日本の漫画家たちは、日本から状況を報せろと言われるも、きょとんとしていた状況であったという。なお、漫画祭の会場はアングレーム市内の35か所に点在しており、韓国の企画展はふたつのメイン会場やアジア館から離れた場所にある、「韓国館」という独立した建物に設営された。

## 論破プロジェクトと幸福実現党
論破プロジェクトは、設立当初から幸福実現党が後援団体のひとつとされており、母体である幸福の科学関連の複数の広報サイトの記事、関連のラジオ番組において、幸福実現党の元党首・現総務会長兼出版局長である矢内筆勝によりプロジェクトの説明や推進が行われていたが、2月1日頃に、一部の記事とYouTube上にあったラジオ番組の公式アーカイブの当該回分が削除された。さらに、2月4日に矢内はブログにおいて、幸福実現党と賛同者の支援は2013年12月の展示作品の提出完了をもって終了しており、以降は代表の下で独自に活動していたと表明した。
さらに、2月6日に発売された週刊新潮では、幸福実現党の青年局長であるロックミュージシャンのTOKMAによるコメントが掲載され、論破プロジェクト代表である男性は幸福の科学の信者であり、TOKMA をモチーフにした選挙活動用のキャラクターで、論破プロジェクトのメインキャラクターとなったトックマは、TOKMA が代表個人に対して使用許可を与えることでメインキャラクターになったと関係を明かした。

## Twitterとまとめブログでのデマの拡散
当初 Twitter においては、この一連の経緯が、市民団体による慰安婦問題絡みの政治性の強いブースであることが伏せられたうえで、展示物が撤去されたブースの写真とともに「国際アニメフェスティバルで日本のブースが韓国人に破壊され会場を占領された」というデマに変化して、2ちゃんねる系まとめサイトを含めた一部で広まっていた。
日本から正式参加した漫画家の一人であるカネコアツシは Twitter 上で「日本人ブースが乗っ取られたとニュースで見ましたが大丈夫ですか?」と質問されたことに対し、「日本人ブース」なるものは存在しないこと、日本からはいくつかの出版社が展示しているが何も起きていないことを伝えるとともに、「ネットのデマなんてそんなもんすよ」と返答した。

## 主催者側のコメント
韓国の漫画家朴在東は、朝鮮日報のインタビューで、「組織委員会側は『慰安婦の企画展はこれまで隠されてきた歴史を明らかにするもので、政治活動には当たらないが、歴史を歪曲するのは政治的な行為』だとして、私たちを擁護してくれた。」と謝意を述べている。
組織委員長であるフランク・ボンドゥは、企画展の開幕記者会見で韓国側の展示について「女性に対する暴力根絶のために努力すべきだ。この展示が第一次世界大戦など過去の過ちを反省する機会となり得る」「この展示会は普遍的な戦時状況の悲劇に対し論じたものにすぎず、両国の問題を議論するための展示会ではない」と述べた。
さらに、フランク・ボンドゥは共同通信のインタビューに応じ、「韓国側は写真など漫画以外の展示を再三求めてきたが、断った」など、韓国政府の展示が漫画祭の趣旨から逸脱しないように注意を払ったと語った。また、展示内容は作家個人の見方であり、必ずしも歴史的真実ではないとした。
アジア担当実行委員であるニコラ・フィネは、現地メディア『シャラント・リブル』の取材に対し、論破プロジェクトの展示について「今回のことは表現の自由とはなんら関係がない。私たちは水曜日（開催前日の1月29日）に、歴史的事実を否定する出版物（フランス語に翻訳された従軍慰安婦に関する漫画書籍）と、『慰安婦は韓国による嘘だ』とする垂れ幕を有していることを知った。これは明らかに受け容れることができない。それが日本の団体であるという事実にかかわらず、誰であれ、過激主義者の居場所はここにはない。」と説明した。
その後の2月2日、ニコラ・フィネは、産経新聞の取材に応じ、韓国の作品の政治メッセージについては「答える立場はない」としたうえで、韓国による展示については、「（批判など）展示がもたらしたすべての出来事に不満がある。もっと違った形でやることができた。しかし、もう起きてしまったことだ。主催者は（この結果に）だれも満足していない。」とした。一方で、日本側の論破プロジェクトの展示については、「彼らは、政治活動を禁ずるこの私有施設で許可を得ず記者会見をやった。主催者側の意向を無視して文化を語る場で政治活動を始め、その政治宣伝の内容が歴史的事実の否定を禁止するフランスの法律に抵触していると忠告したのにやめなかった。」「彼らはルールと法を破った。日本の漫画愛好家はいつでも歓迎だが、ルールに従えないのなら来ないでほしい。」と批判した。「歴史的事実の否定」については、「彼らは、日本政府も認めている慰安婦の存在すら認めていない。こうした極右思想・団体とは戦う」とした。